# 小沼通二
小沼 通二（こぬま みちじ、 1931年1月25日 - ）は、日本の物理学者（素粒子理論）。慶應義塾大学名誉教授、神奈川歯科大学理事。元日本物理学会会長、元アジア太平洋物理学会連合会長、ノーベル平和賞を受賞したパグウォッシュ会議の元評議員。ハンガリー科学アカデミー名誉会員、素粒子メダル功労賞。

## 略歴
1931年、東京府（現杉並区）生まれ。東京大学理学部物理学科を卒業し、1958年に学位論文"On the conservation of the lepton number"を提出して理学博士号を取得し、卒業した。
卒業後は東京大学理学部の助手となった。後に京都大学基礎物理学研究所助教授に転じた。1983年に慶應義塾大学経済学部教授となった。1996年に慶應義塾大学を定年退任し、名誉教授となった。その後は武蔵工業大学教授として教鞭をとった。学界では、日本物理学会会長、アジア太平洋物理学会連合会長を務めた。
日本学術会議の会員ではなかったが、日本学術会議原子核特別委員会委員長を務めた。日本初の原子力発電所の導入をめぐって安全性の問題などを指摘し、政府を批判した。また世界平和アピール七人委員会委員。

## 著作
編著書
- 『電磁気学』碓井恒丸・江沢洋共著 修学社 物理学叢書 1958
- 『初等力学』碓井恒丸・江沢洋共著 弘文堂 1959
- 『現代物理学』編著 放送大学教育振興会 1993
- 『湯川秀樹日記 昭和九年:中間子論への道』編 朝日選書 2007
- 『「湯川秀樹物理講義」を読む』監修 講談社 2007

翻訳
- サムエル・A.ハウトスミット『ナチと原爆 アルソス:科学情報調査団の報告』山崎和夫共訳 海鳴社 1977
- ノーベル財団『ノーベル賞講演物理学』全12巻 中村誠太郎共編 講談社 1980-82
- Euan Squires『素粒子と宇宙の新世界』岡隆光共訳 丸善 1990
- ジョセフ・ロートブラット、ジャック・シュタインバーガー、バルチャドウ・ウドガオンカー編著『核兵器のない世界へ A Pugwash monograph』沢田昭二、杉江栄一、安斎育郎共監訳 かもがわ出版 1995
- J.ハート『環境問題の数理科学入門』蛯名邦禎共監訳 シュプリンガー・ジャパン 2010

論文
- 小沼通二

## 資料
- NHKアーカイブス証言「物理学者として原子力研究開発に発言する」[5]